# Витроэктомия

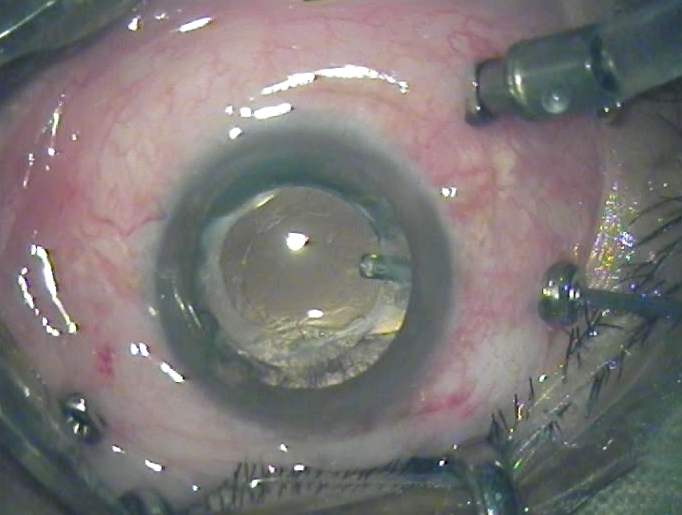
Витрэктомия через 3 порта 23 калибра

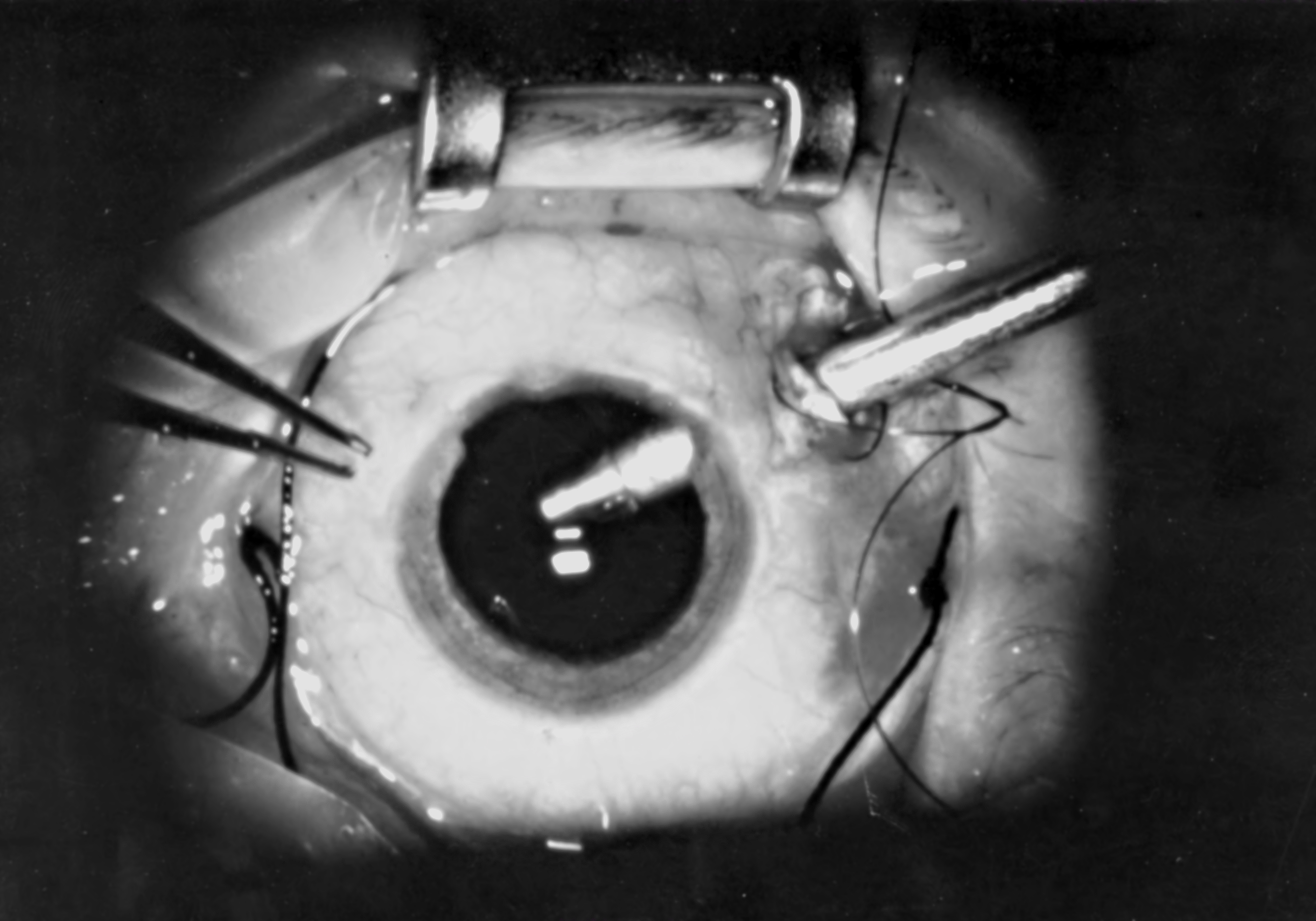
Витрэктомия через одиночный порт 19 калибра

Витрэктомия — операция по удалению из глаза части или всего стекловидного тела. Передняя витрэктомия часто преследует цель удаления из передних структур глаза небольших кусочков стекловидного тела, застрявших там. Первичная витрэктомия — общий термин для группы операций, совершаемых в более глубоких частях глаза, которые включают в себя частичное или полное удаление прозрачного желе стекловидного тела.

## Первичная витрэктомия
Витрэктомия была создана Робертом Макемером (Robert Machemer) при участии Томаса М.Эаберга (Tomas Aaberg Sr) в конце 1969 — начале 1970 года. Первоначальной целью витрэктомии было удаление помутнений стекловидного тела, обычно содержащих кровь.
Успех этих первых процедур привёл к разработке методов и инструментов для удаления помутнений стекловидного тела, а также для удаления фиброза с поверхности сетчатки глаза — мембраноэктомии; для обеспечения пространства для вводимых в глаз материалов с целью закрепления сетчатки, таких как газы или жидкий силикон, а также для увеличения эффективности других хирургических действий, таких как эписклеральное пломбирование Архивная копия от 15 апреля 2021 на Wayback Machine.
Разработка новых инструментов и хирургических стратегий в течение 1970-х и 1980-х годов была создана по инициативе хирург/инженера Стива Чарльза (Steve Charles), доктора медицинских наук. Другие недавние достижения включают в себя более мелкие и более изощрённые внутриглазные инструменты, инъекции различных препаратов в момент операции и при отслоении сетчатки для приведения её в надлежащее положение, пометки слоев ткани, для последующего их удаления, а также для долговременной защиты от образования рубцов.

## Дополнительные хирургические этапы

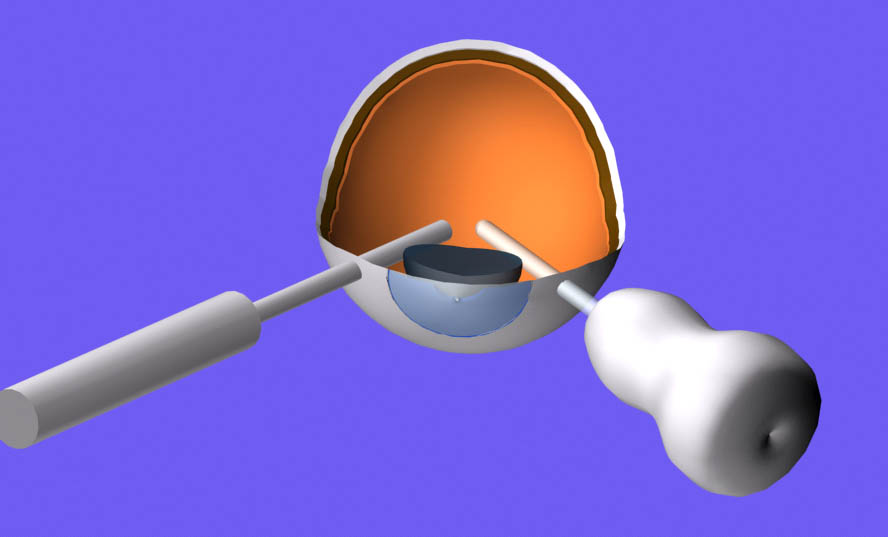
Инструменты для витрэктомии

Дополнительные хирургические этапы в рамках современных витрэктомии операций могут включать в себя:
Мембраноэктомию — удаление слоев патологической ткани с поверхности сетчатки с помощью микрохирургических инструментов, таких как пинцеты (захватывающий инструмент), остроконечных (миниатюрные крючки) и вязко-рассекающих (для отделения слоев ткани в струе жидкости).
Жидко-воздушный обмен — инъекцию воздуха в глаз для удаления внутриглазной жидкости из заднего сегмента глазного яблока, сохраняя при этом внутриглазное давление, чтобы временно удержать сетчатку на месте или для герметизации отверстий в сетчатке. Давление воздуха действует временно, после чего задняя часть будет вновь наполняться жидкостью.
Воздушно-газовый обмен — впрыск газа, или чаще как правило, смеси газа и воздуха, в задний сегмент глазного яблока. В качестве газов обычно используются гексафторид серы (SF6), перфторэтан (C2F6), перфторпропан (C3F8). Газы, которые смешаны с воздухом для нейтрализации их побочных свойств, способны обеспечить более эффективную (чем один воздух) тампонаду сетчатки. Тампонада сетчатки — действие по удержанию сетчатки на её месте или временного закрытия отверстий в сетчатке. Смешанные газы исчезают спонтанно, как только они достигают своей цели, и задний сегмент вновь наполняется жидкостью.
Впрыскивание силиконового масла — заполнение глаза жидким силиконом для фиксации сетчатки.
Фотокоагуляция Архивная копия от 15 апреля 2021 на Wayback Machine — лазерная обработка для герметизации отверстия в сетчатке или закрытия нездоровых, поврежденных кровеносных сосудов, которые образуются при некоторых заболеваниях, таких как диабет.
Стяжка склеры Архивная копия от 15 апреля 2021 на Wayback Machine — установка поддержки, расположенной подобно поясу вокруг стенок глазного яблока, чтобы поддерживать сетчатку в надлежащем, закрепленном положении.
Лэнсэктомия Архивная копия от 15 апреля 2021 на Wayback Machine — удаление хрусталика когда он мутный (катаракта), или если он скреплен с фиброзной тканью.

## Показания
Витрэктомия показана при:
Деструкция стекловидного тела — плавающие фрагменты различного размера, формы, консистенции, в обычно прозрачном стекловидном теле глаза, которые могут препятствовать зрению. Здесь показана первичная витроэктомия, как было сказано выше, для ослабления симптомов. Однако из-за возможных побочных эффектов её используют только в тяжёлых случаях.
Отслоение сетчатки — ослепляющее состояние, при котором сетчатка свободно плавает в стекловидном теле. Меры для прикрепления сетчатки могут включать витроэктомию, изгиб склеры, чтобы создать опору для возвращения обратно сетчатки, мембраноэктомию для удаления рубцовой ткани, инъекции плотных жидкостей для возвращения сетчатки на место, коагуляция, чтобы прикрепить сетчатку к стенке глаза, и нагнетание газа или силиконового масла, чтобы закрепить сетчатку на месте, пока восстанавливается анатомическое расположение.
Макулярная складка — формирование фиброзной ткани в центральной части сетчатки (макулы), нарушающее её архитектонику и искажающее зрение. Иначе называется эпиретинальная мембрана. После витроэктомии, делается мембраноэктомия для удаления ткани.
Диабетическая ретинопатия — может привести к повреждению типа непролиферативной либо пролиферативной ретинопатии. Пролиферативный тип характеризуется образованием новых нездоровых, постоянно кровоточащих сосудов внутри глаза (так называемое витреальное кровоизлияние), в результате чего нарастает толстый волокнистый слой рубцовой ткани на сетчатке — витрэктомия показана для его удаления. По показаниям, диабетическая ретинопатия лечится на ранних стадиях с помощью лазера в кабинете врача, чтобы предотвратить эти проблемы. Когда кровотечение или отслоение сетчатки уже произошло, витрэктомия используется, для удаления крови, мембраноэктомия — рубцовой ткани, а введение газа или силикона с эписклеральным пломбированием (или по возможности без этого этапа) — для возвращения зрения. Больные сахарным диабетом должны ежегодно проверять зрение.
Макулярные повреждения — обычное возрастное уменьшение стекловидного тела иногда может оторвать центральную часть сетчатки, порождая макулярное повреждение со слепым пятном, блокирующим зрение.
Кровоизлияние в стекловидное тело — кровоизлияние в глаз из-за травм, разрывов сетчатки, субарахноидальных кровотечений (как синдром Терсона (Terson)), или тромбов кровеносных сосудов. После удаления крови коагуляция лазером может удалить нездоровые кровеносные сосуды или герметизировать повреждения в сетчатке.

## Осложнения витрэктомии
Наряду с обычными осложнениями после операции, такие как инфекции, витрэктомия может привести к отслоению сетчатки. Более частым осложнением является высокое внутриглазное давление, кровотечение в глаз и катаракта, которые являются наиболее частым осложнением хирургической витрэктомии. У многих пациентов развивается катаракта в течение первых нескольких лет после операции.

## Реабилитация после витрэктомии
Пациенты должны использовать глазные капли в течение нескольких недель или больше для заживления поверхности глаза. В некоторых тяжелых случаях следует соблюдать постельный режим в течение нескольких недель. Газовый пузырь может быть размещен внутри глаза, чтобы удерживать сетчатку на месте. Если используется газовый пузырь, то может потребоваться поддержка определенного положения головы, например, лицом вниз или сон только на правой или левой стороне. Очень важно следовать конкретным указаниям врача. Газовый пузырь будет растворяться в течение некоторого времени (в зависимости от того, какой газ был использован, но не более нескольких недель). Следует избегать полетов, пока газовый пузырь не рассосется. Такие проблемы, как возвращение первоначального состояния, кровотечение или послеоперационные инфекции могут потребовать дополнительного лечения или привести к потере зрения. В том случае, если пациенту необходимо лежать лицом вниз после операции, должна быть арендована система поддержки витрэктомии для оказания помощи при реабилитации. Это специальное оборудование может использоваться от пяти дней до трех недель.

## Зрение после витрэктомии
Возможность возвращения зрения после витрэктомии зависит от основного заболевания, которое породило необходимость хирургического вмешательства. Если глаз был здоров, но наполнялся кровью, то витрэктомия может привести к возвращению полной остроты зрения 20/20. С более серьёзными проблемами, такими как многократная хирургия сетчатки, остаточное зрение может оказаться достаточным лишь для безопасной ходьбы пешком (амбулаторное зрение) или менее того.

## Культурологический аспект
В 1996 году американский актёр, сценарист и драматург Спелдинг Грей (5 июня 1941 — 10 января 2004) выпустил Gray’s Anatomy — фильм-монолог, описывающий его переживания как человека, страдающего от макулярной складки, и своё решение сделать операцию.